# Esteban Cervantes Barrera
Esteban Cervantes Barrera (Tacámbaro, Michoacán, 1951-Ciudad de México, 18 de septiembre de 2009) fue un soldador mexicano que destacó por enfrentar a Luis Felipe Hernández Castillo en la estación Balderas del Metro de la Ciudad de México, después de que este asesinara al policía Víctor Manuel Miranda Martínez y disparara contra los pasajeros del transporte público, el 18 de septiembre de 2009. Debido a su intervención en tratar de detener al homicida —calificada como "heroica"— en su honor el Gobierno del Distrito Federal instituyó la Medalla al Mérito Ciudadano Esteban Cervantes Barrera, siendo él y el policía que murieron en el acto los primeros receptores y que se otorga a quienes realicen actos heroicos al interior del metro de la Ciudad de México. 

## Biografía
Fue boxeador amateur en su juventud, dejando a los veintidós años dicha profesión por necesidad de trabajar. Vivió en Valle de Chalco por más de dos décadas. El 18 de septiembre de 2009 se dirigía a su domicilio luego de trabajar colocando un techo de lámina de acero en el centro comercial Gran Sur al sur de la capital mexicana. Viajaba en la línea 3 del metro con dirección a Indios Verdes, cuando observó como el homicida Luis Felipe Fernández Castillo disparaba en el andén del metro, y asesinó al policía Víctor Manuel Miranda, salió del vagón hacia el andén y en repetidas ocasiones intentó derribar al atacante. Recibió disparos de parte de éste, pero continuó en su intento hasta recibir un último disparo que le provocó la muerte. Fue sepultado en el Panteón Civil de San Lorenzo Tezonco de Iztapalapa, Ciudad de México.

## En su honor
- Medalla al Mérito Ciudadano Esteban Cervantes Barrera otorgada por el Sistema de Transporte Colectivo del Gobierno del Distrito Federal[7]
- Medalla al Mérito Ciudadano por la Asamblea Legislativa del Distrito Federal[8]
- Cinturón de Oro por el Consejo Mundial de Boxeo, otorgado post mortem en 2010.[6]
- Considerado "personaje ilustre" por el H. Ayuntamiento de Valle de Chalco Solidaridad[9]
- Mural "El valor ante la indiferencia" en la estación Balderas del metro de la Ciudad de México[10]
- Fue propuesto en la Asamblea Legislativa del Distrito Federal que una calle de la Ciudad de México[11] y un tren de la Línea 12 del metro reciban el nombre de Esteban Cervantes Barrera.[12]